# Желєзнодорожна Казарма 363 км
Желєзнодоро́жна Каза́рма 363 км (рос. Железнодорожная Казарма 363 км) — селище у складі Алейського району Алтайського краю, Росія. Входить до складу Урюпінської сільської ради.
Старі назви — Желєзнодорожна казарма 363 км, Казарма 363 км.

## Населення
Населення — 9 осіб (2010; 14 у 2002).
Національний склад (станом на 2002 рік):
- росіяни — 64 %
- німці — 29 %